# راشيل ستيفنز (ممثلة)
راشيل ستيفنز (بالإنجليزية: Rachel Stephens)‏ هي ممثلة أمريكية، ولدت في 29 أكتوبر 1930.

## وصلات خارجية
- راشيل ستيفنز على موقع IMDb (الإنجليزية)
- راشيل ستيفنز على موقع ألو سيني (الفرنسية)
- راشيل ستيفنز على موقع أول موفي (الإنجليزية)
- راشيل ستيفنز على موقع قاعدة بيانات الأفلام السويدية (السويدية)
- راشيل ستيفنز على موقع قاعدة بيانات الفيلم (الإنجليزية)
- راشيل ستيفنز على موقع كينوبويسك (الروسية)